# Дменін
Дменін (пол. Dmenin) — село в Польщі, у гміні Кодромб Радомщанського повіту Лодзинського воєводства.
Населення — 634 особи (2011).
У 1975-1998 роках село належало до Пйотрковського воєводства.

## Демографія
Демографічна структура станом на 31 березня 2011 року:
|          | Загалом | Допрацездатний вік | Працездатний вік | Постпрацездатний вік |
| -------- | ------- | ------------------ | ---------------- | -------------------- |
| Чоловіки | 304     | 51                 | 214              | 39                   |
| Жінки    | 330     | 61                 | 189              | 80                   |
| Разом    | 634     | 112                | 403              | 119                  |